# کندی برینک
جسیکاهایزر (متولد ۲۵ ژوئن ۱۹۹۱)(به انگلیسی: Jessika Heiser) کشتی‌گیر حرفه‌ای آمریکایی است که اکنون با دبلیودبلیوئی قرارداد دارد و بیشتر با نام جسی کِی و کندی برینک شناخته می‌شود. او معمولاً برای مریلند چمپیون‌شیپ رسلینگ کار می‌کرد. او اکنون در ان‌اکس‌تی به عنوان اولین داور تمام‌وقت زن در تاریخ دبلیودبلیوئی و با نام جسیکا کار فعالیت می‌کند.

## اوایل زندگی و دوران کاری
هایزر در دوران نوجوانی‌اش اضافه وزن زیادی داشت؛ او هیچوقت تصور حضور در یک رینگ را هم نمی‌توانست بکند. هایزر با شجاعت، نظم و انگیزه خود و همچنین با کمک یک کشتی‌گیر محلی که قراردادی با مرکز توسعه‌ای دبلیودبلیوئی داشت، موفق شد هم بیش از ۶۰ lbs وزن خود را کم کند و هم تبدیل به یک ورزشکار کشتی حرفه‌ای شود.
در ژوئیه ۲۰۱۰، او شروع به تمرین منظم در آکادمی کشتی حرفه‌ای گیلبرگ در اسورن مریلند شد.

## زندگی شخصی
هایزر از د راک، آندرتیکر، تریش استراتوس و میکی جیمز به‌عنوان الگوهای خود برای ورود به کشتی حرفه‌ای یاد می‌کند.

## قهرمانی‌ها و موفقیت‌ها
- داینمایت چمپیون‌شیپ رسلینگ
  - قهرمانی زنان دی‌سی‌دبلیو (۱ بار)[۴]
- ایست کوست رسلینگ اسوسییشن
  - قهرمانی زنان ای‌سی‌دبلیوای (۱ بار)
- پرو رسلینگ ایلوستریتد
  - رتبه ۴۷ در ۵۰ کشتی‌گیر حرفه‌ای زن پی‌دبلیوآی ۵۰ زن در ۲۰۱۴[۵]
- ویشس اوت‌کست رسلینگ
  - وَو ویکسِنز چمپیون‌شیپ (۱ بار)[۶]